# 리틀 시스터 (2010년 영화)
《리틀 시스터》(Little Sister)는 중국, 미국에서 제작된 리처드 보웬 감독의 2010년 영화이다. 이 영화는 인디 영화 기업 골포스트 프로덕션스에 의해 배급되었으며 이 영화의 제목은 2010년 칸 영화제에서 표시되었다. 브렌다 송 등이 주연으로 출연하였고 리처드 보웬 등이 제작에 참여하였다.

## 출연
- 브렌다 송 - 스토리텔러 역
- 샤오민 - 메이메이 역
- 주어후이 탕
- 장 정위안
- 치우린
- 펑 첸

## 기타
- 의상: 수 로렌스